# Günther VII. (Schwarzburg-Blankenburg)
Günther VII. von Schwarzburg (* zw. 1217 und 1227; † zw. 19. September 1275 und 25. September 1278; ▭ im Kloster Ilm) war ab 1236 Graf von Schwarzburg-Blankenburg.

## Leben
Günther war ein Sohn des Grafen Heinrich II. von Schwarzburg aus dessen Ehe mit Gräfin Irmgard von Weimar-Orlamünde († um 1222).
Um 1228/29 begleitete Günther Kaiser Friedrich II. auf dessen Kreuzzug ins Heilige Land. 1236 folgte er seinem Vater als Graf von Schwarzburg-Blankenburg und wurde, nach dem Tod seines Bruders Heinrich III. 1259 auch Graf von Schwarzburg.
Im Thüringer Erbfolgekrieg wurde Günther 1248/49 gefangen genommen.
Der Graf gründete 1267 das Kloster zu Saalfeld und 1275 Kloster Ilm zu Stadtilm.

## Nachkommen
Günther hatte mit seiner Gemahlin Sophie, von der nur der Vorname bekannt ist, folgende Kinder:
- Günther IX. († 1289), Stifter der Linie Schwarzburg-Schwarzburg
- Sophie († 1279) ⚭ 1268 Graf Berthold V. von Henneberg
- Irmgard († 1313), Äbtissin zu Ilm
- Heinrich V. († 1285), Stifter Linie Schwarzburg-Blankenburg
- Günther X. († um 1308)
- Albrecht III. († um 1265)
- Günther XI. († um 1308)
- Hedwig (* 1230) ⚭ Otto von Lobdeburg-Arnshaugk
- Christina ⚭ um 1282 Burggraf Otto II. von Dohna